# Alfons Saenen
Mattheus Josephus Alphonsus (Alfons) Saenen (Zonhoven, 5 december 1925 - Bonheiden, 25 juli 2016) was een Belgisch ambtenaar en politicus voor onder meer de CVP.

## Levensloop
Tijdens de Tweede Wereldoorlog was hij actief in het Limburgs verzet. Hiervoor kreeg hij verschillende eretitels, waaronder ridder en officier in de Leopoldsorde, commandeur in de Kroonorde en een eremedaille uit Rusland. Deze eremedaille ontving hij in 2010 voor het vervalsen van paspoorten voor Russen op de vlucht. Daarnaast gaf hij in deze periode een clandestien krantje uit en speelde hij geheime informatie door. Na de bevrijding werd hij ambtenaar bij het ministerie van Openbare Werken, waar hij opklom tot inspecteur-generaal.
In de jaren 50 werd hij politiek actief voor Gemeentebelangen en werd hij aangesteld als voorzitter van het OCMW te Bonheiden. Na de gemeenteraadsverkiezingen van 1964 werd hij aangesteld als burgemeester, een mandaat dat hij zou uitoefenen tot 1989. Onder zijn bestuur werd onder meer een atletiekpiste aangelegd en een turnzaal gebouwd voor de lokale school.
Hij overleed in het Imeldaziekenhuis te Bonheiden. De uitvaartplechtigheid vond plaats in de Onze-Lieve-Vrouwkerk van Bonheiden.